# Wilson da Silva Piazza
Wilson da Silva Piazza (* 25. únor 1943, Ribeirão das Neves) je bývalý brazilský fotbalista. Hrával na pozici záložníka, nebo obránce.
S brazilskou fotbalovou reprezentací vyhrál mistrovství světa roku 1970, nastoupil přitom ve všech šesti utkáních, které Brazilci na tomto šampionátu odehráli. Hrál též na Mistrovství světa roku 1974, kde Brazilci skončili čtvrtí, zde dokonce s kapitánskou páskou. Brazílii reprezentoval v letech 1967-1976, a to v 51 zápasech.
S klubem Cruzeiro EC vybojoval v roce 1976 nejprestižnější jihoamerickou klubovou soutěž, Pohár osvoboditelů (Copa Libertadores). S Cruzeirem získal roku 1966 též brazilský pohár (Taça Brasil).